# Flughafen Ribeirão Preto

i8
i11
i13
Der Flughafen Ribeirão Preto (portugiesisch Aeroporto Ribeirão Preto-Dr. Leite Lopes, (IATA-Code: RAO, ICAO-Code: SBRP)) ist der internationale Flughafen der brasilianischen Stadt Ribeirão Preto. Er dient als Heimatflughafen der Passaredo Linhas Aéreas.

## Fluggesellschaften und Ziele
Der Flughafen wird überwiegend von brasilianischen Fluggesellschaften wie Azul Linhas Aéreas, TAM Linhas Aéreas und Gol Transportes Aéreos bedient. Zudem fliegt Passaredo Linhas Aéreas nationale Ziele an.